# Dorfkirche Frankenstein

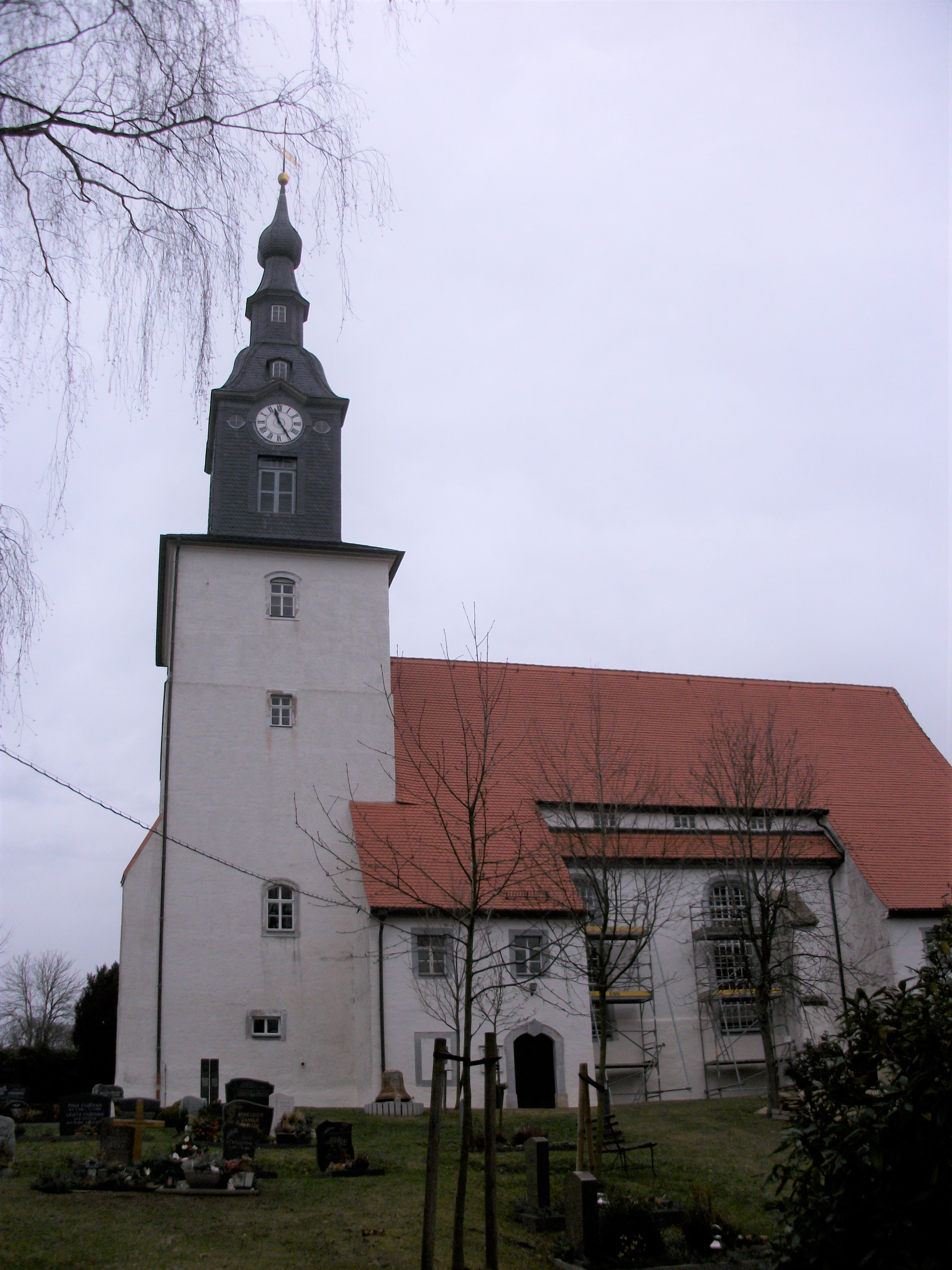
Dorfkirche Frankenstein

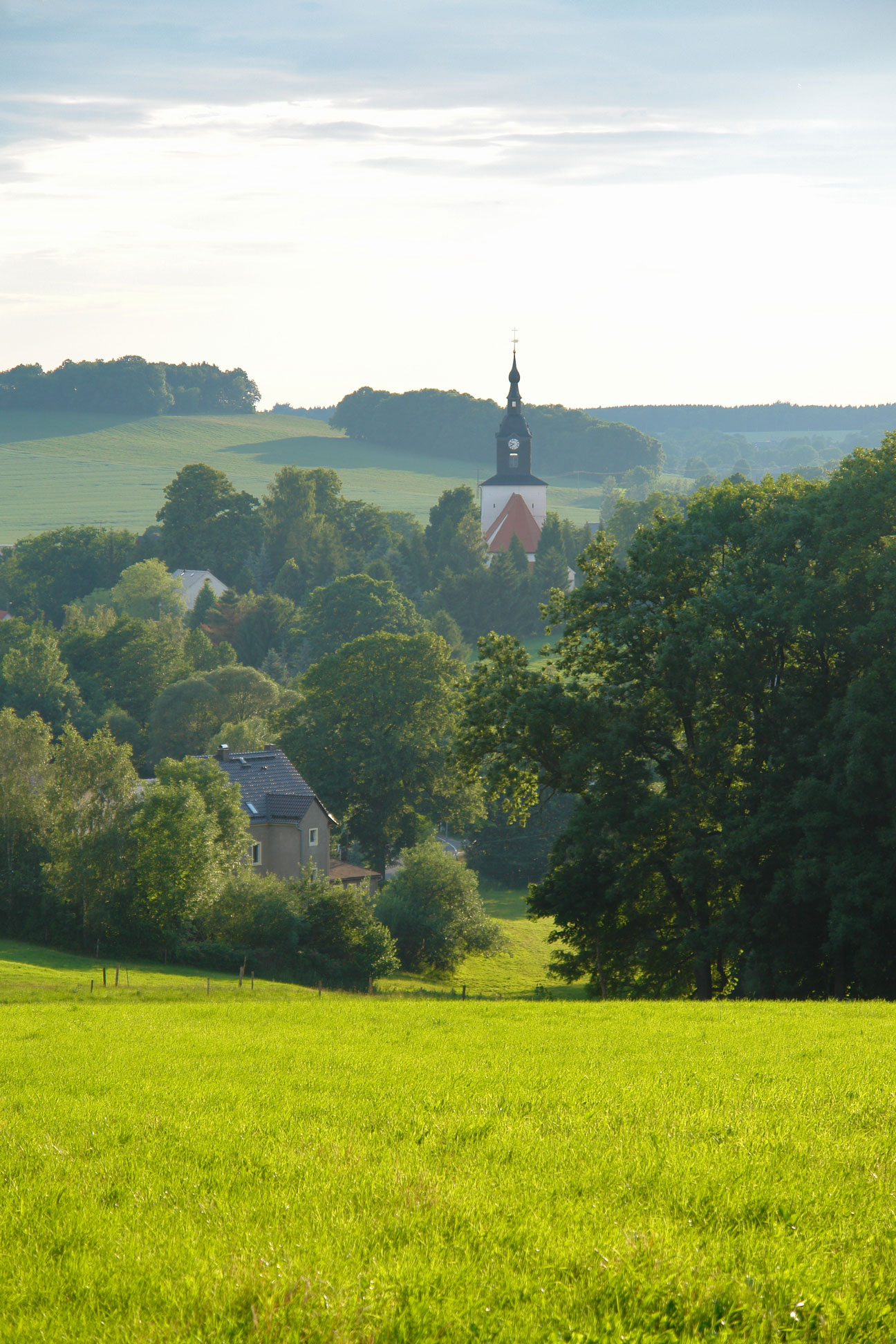
Dorfkirche im Ortsbild von Frankenstein

Die evangelische Dorfkirche Frankenstein ist eine im Kern romanische, barocke Saalkirche im Ortsteil Frankenstein von Oederan im Landkreis Mittelsachsen in Sachsen. Sie gehört zum Kirchengemeindeverbund Oederan-Frankenstein-Kirchbach im Kirchenbezirk Marienberg der Evangelisch-Lutherischen Landeskirche Sachsens und ist vor allem für ihre gut erhaltene Orgel von Gottfried Silbermann und Johann Daniel Silbermann bekannt.

## Geschichte und Architektur
Die Dorfkirche Frankenstein ist eine im Kern romanische Saalkirche, die wirkungsvoll am Hang gelegen ist und nach einem Brand im Jahr 1632 wiederhergestellt wurde. Die heutige Gestalt erhielt die Kirche bei einer Umgestaltung in den Jahren 1747 bis 1751 durch Johann Gottlieb Ohndorff; der Turmabschluss ist erst 1821 entstanden. Eine grundlegende Erneuerung des Äußeren und des Inneren wurde 1994–97 vorgenommen, wobei romanische Mauerreste an der Westwand des Schiffes und Reste eines spätgotischen Spitzbogenfensters im Chor freigelegt wurden.
Die Kirche ist ein verputzter Bruchsteinbau mit Gliederungselementen aus Sandstein und Porphyr, dessen Chor mit Dreiachtelschluss und Strebepfeilern versehen ist. Ein massiver Westturm mit verschiefertem Glockengeschoss und einer geschweiften Haube, die nach Brand 1882/83 erneuert wurde, akzentuiert das Bauwerk. An der Nord- und Ostseite finden sich Anbauten, an der Südseite eine Loge. Das flachgedeckte Innere ist durch die qualitätvolle spätbarocke Ausstattung geprägt. An drei Seiten ist der Raum von Emporen umgeben, die an der Nord- und Südseite zwei Geschosse haben. An der Nord- und der Südseite des Chores sind zweigeschossige verglaste Herrschaftslogen für die Familie von Schönberg angeordnet, die im Obergeschoss konvex ausgebildet sind.

## Ausstattung

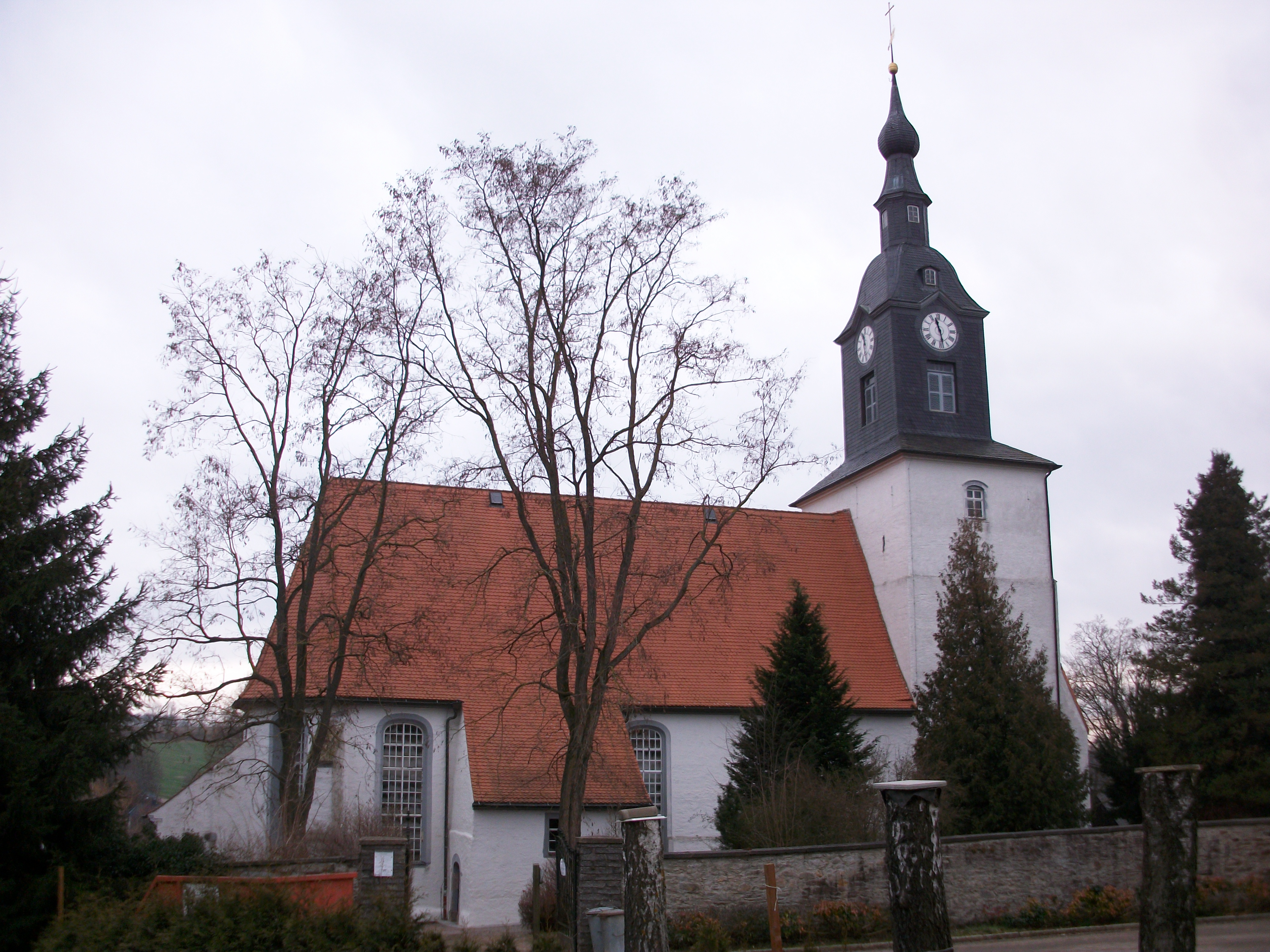
Ansicht von Norden

Hauptwerk der Ausstattung ist ein spätbarocker Kanzelaltar mit seitlichen Abendmahlsdurchgängen, der nach einer Stiftung von Friedrich August von Schönberg in den Jahren 1748–52 durch Johann Gottfried Stecher geschaffen wurde. Die ursprüngliche Farbgebung in Weiß und Gold mit blaugrauen und roten Schatten wurde um 1920 starkfarbig überfasst. Der Altar zeigt einen geschwungenen Kanzelkorb sowie auf dem kräftigen, von Pilastern getragenen Gebälk einen Rundbogengiebel mit Flammenvase, Gesetzestafeln, Buch und Kelch. Seitlich sind zwei Engel mit den Leidenswerkzeugen und als Abschluss eine Gloriole angeordnet, auf den Voluten betende Engel.
Ein kleiner Taufstein mit der Jahreszahl 1594 wurde bei Restaurierungsarbeiten im Mauerwerk entdeckt und steht jetzt unter der Orgelempore.
Ein prachtvolles Epitaph aus Sandstein für Adam Friedrich von Schönberg († 1707) und der Auguste von Schönberg zeigt Bildnismedaillons der beiden Verstorbenen, eingerahmt von vollplastischen Personifikationen von Glaube, Liebe und Hoffnung über einem schweren Sockel mit mehr als 30 Wappen der Ahnenreihe und einem Inschriftfeld.

## Orgel
Die Orgel mit einem Prospekt in kräftigen Rocailleformen ist ein Werk von Gottfried Silbermann aus dem Jahr 1753 mit 13 Registern auf einem Manual und Pedal. Sie wurde nach Silbermanns Tod von seinem Neffen Johann Daniel Silbermann fertiggestellt. Ungewöhnlich ist die bereits ursprünglich vorhandene Stimmung im damaligen Kammerton. Reparaturen durch Adam Gottfried Oehme im Jahr 1775 und durch Johann Christian Knöbel 1808 sind überliefert. Nach einem Brandschaden im Jahr 1882 wurde die Orgel durch Friedrich August Schubert wieder instand gesetzt und erhielt neue Prospektpfeifen. 1895 erfolgte eine weitere Überarbeitung des Instruments durch Guido Hermann Schäf. Im Jahr 1934 fügten die Gebrüder Jehmlich ein Register hinzu, das bei einer denkmalpflegerischen Restaurierung in den Jahren 1997/1998 durch die Firma Rühle wieder entfernt wurde. Die Disposition lautet:
| Manual CD–c3   |                       |
| Principal      | 8′                    |
| Gedackt        | 8′                    |
| Quintaden      | 8′                    |
| Octava         | 4′                    |
| Rohrflöth      | 4′                    |
| Qvinta         | 3′                    |
| Nassat (ab c1) | 3′                    |
| Octava         | 2′                    |
| Qvinta         | 1 ⁄2′                 |
| Sufflet        | 1′                    |
| Sesqvialtera   | (4⁄5′, ab c1: 1 3⁄5′) |
| Mixtur III     |                       |

| Pedal CD–c1 |     |
| Sub-Baß     | 16′ |

- Nebenregister: Tremulant

Anmerkungen
- Tonhöhe: gegenwärtig a1 = 412,5 Hz
- Stimmung: gegenwärtig systemfrei unter Berücksichtigung der vorgefundenen Pfeifenlängen
- Winddruck: 80 mmWS

## Geläut
Das Geläut besteht aus vier Eisenhartgussglocken, der Glockenstuhl und die Glockenjoche sind aus Stahl beziehungsweise Gusseisen gefertigt.
Im Folgenden eine Datenübersicht des Geläutes:

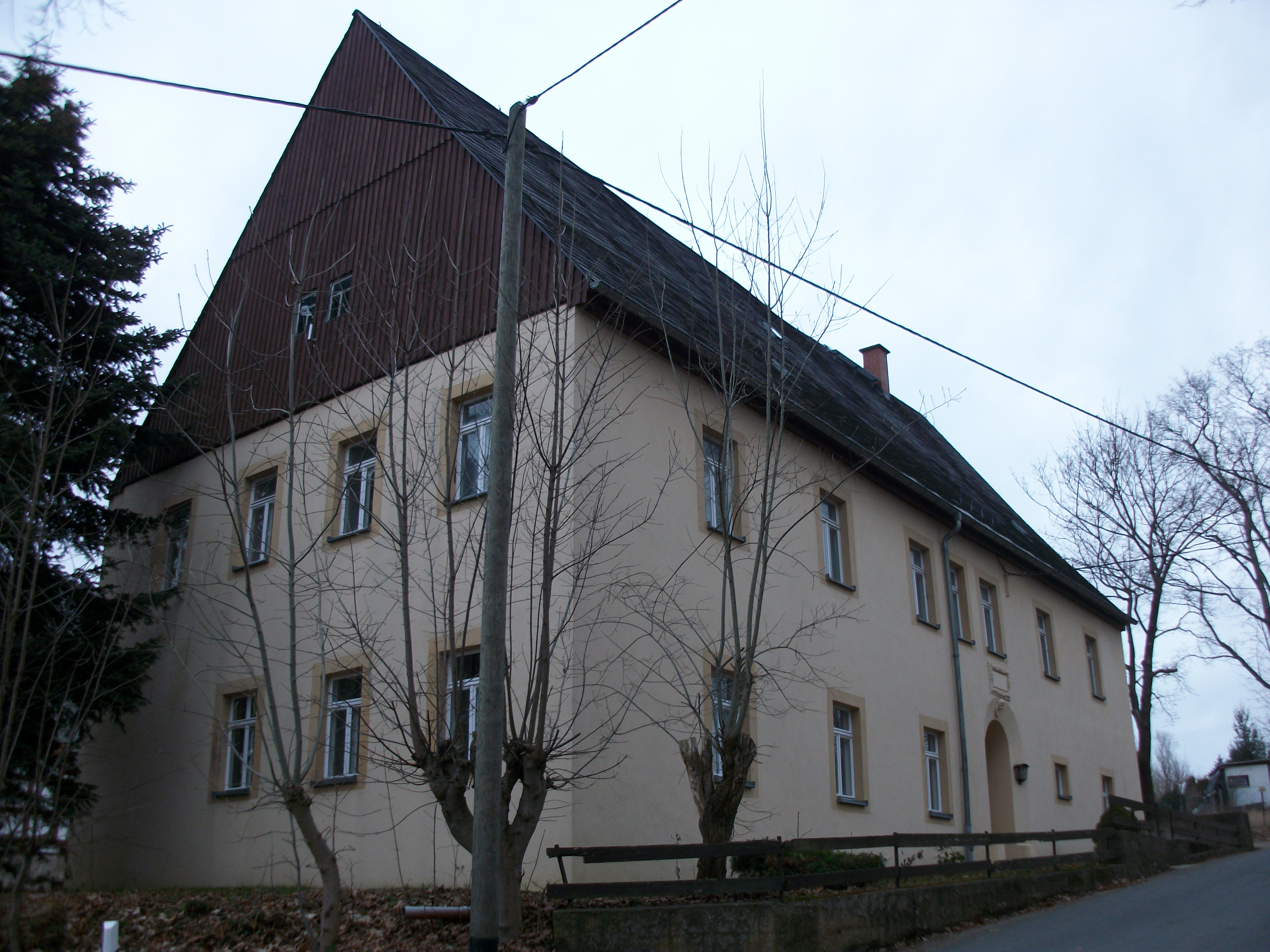
Pfarrhaus Frankenstein

| Nr. | Gussdatum | Gießer                                 | Material      | Durchmesser | Masse   | Schlagton |
| --- | --------- | -------------------------------------- | ------------- | ----------- | ------- | --------- |
| 1   | 1967      | Glockengießerei Schilling & Lattermann | Eisenhartguss | 1435 mm     | 1310 kg | f′        |
| 2   | 1967      | Glockengießerei Schilling & Lattermann | Eisenhartguss | 1185 mm     | 760 kg  | as′       |
| 3   | 1967      | Glockengießerei Schilling & Lattermann | Eisenhartguss | 1055 mm     | 530 kg  | b′        |
| 4   | 1967      | Glockengießerei Schilling & Lattermann | Eisenhartguss | 880 mm      | 300 kg  | des″      |

## Umgebung
Der dreiseitige Pfarrhof bildet mit der Kirche ein wohlabgewogenes Ensemble. Das stattliche Pfarrhaus wurde nach Brand des Vorgängerbaus im Jahr 1692 errichtet und zeigt zwei verputzte Fachwerkgeschosse mit Satteldach. Dazu gehören ein Hintergebäude und eine Scheune mit Fachwerkobergeschoss von 1723.